# Гориці (Переворський повіт)
Гориці (пол. Gorzyce) — село в Польщі, у гміні Триньча Переворського повіту Підкарпатського воєводства, на лівому березі Сяну. Населення — 1325 осіб (2011).

## Історія
Вперше село згадується в 1589 р. як Воля Підсянська. Село було в королівській власності, через що наявні дані в податкових реєстрах. Село входило до Перемишльської землі Руського воєводства. В 1674 р. село складалося з двох частин: меншої — 34 будинки та більшої з 71 будинком. У 1723 р. Воля Підсянська поділена на два села — Ягелла і Гориці.
У 1893—1895 рр. був побудований цегляний будинок, у якому в 1895 р. була створена однокласна народна школа.
У 1772—1918 рр. село було у складі Австро-Угорської монархії, у провінції Королівство Галичини та Володимирії. На цей час місцеве українське населення лівобережного Надсяння після півтисячолітніх латинізації та полонізації залишилось у меншості. У 1892 році село належало до Ланьцутського повіту, налічувало 715 мешканців, з них 247 греко-католиків і 468 римо-католиків.
У 1919—1939 рр. — у складі Польщі. На 1.01.1939 в селі було 1330 жителів, з них: 10 українців, 230 українців з польської мовою, 1060 поляків і 30 євреїв. Село входило до Переворського повіту Львівського воєводства, гміна Триньча.
10 вересня 1939 р. село було зайняте німцями. Наприкінці липня 1944 р. Червона армія зайняла села і збудувала дерев'яний міст через Сян, який був спалений 26 жовтня 1945 р. під час бою з відділом УПА. 2 березня 1945 р. польські шовіністи розстріляли трьох греко-католиків в Волі Бухівської.  
У 1945 року поляк Юзеф Войтина з Вільки Огризкової спалив церкву. У квітні 1945 р. з Гориці й Волі Бухівської вивезено до СРСР 181 українця з 39 будинків.
У 1975—1998 роках село належало до Перемишльського воєводства.

## Демографія
Демографічна структура станом на 31 березня 2011 року:
|          | Загалом | Допрацездатний вік | Працездатний вік | Постпрацездатний вік |
| -------- | ------- | ------------------ | ---------------- | -------------------- |
| Чоловіки | 634     | 167                | 402              | 65                   |
| Жінки    | 691     | 165                | 407              | 119                  |
| Разом    | 1325    | 332                | 809              | 184                  |

## Церква
Дерев'яна церква Воздвиження Чесного Хреста збудована в 1723 р. в північній частині села. Визита канонічна в 1821 р. через Еп. Івана Снігурського. Визита канонічна в 1894 р. через Еп. Юліяна Пелеша. Церква відновлена і помальована в 1907 р. Церква спалена польськими шовіністами в 1945 р. Була парафіяльною церквою Канчуцького деканату (з 1920 р. — Сінявського деканату) Перемишльської єпархії УГКЦ. У 1830 р. до парафії належали також села Воля Бухівська, Тринча, Убішин і Ягелла (загалом — 531 греко-католик). У 1913 р. належали села Воля Бухівська, Тринча, Убішин, Глоговець, Вілька Огризкова, Вілька Малкова і Ягелла (загалом — 528 греко-католиків). У 1939 р. до парафії належали села Воля Бухівська, Тринча й Убішин (загалом — 630 греко-католиків).
Парохи Парафії
1784-1789. Васильій Боярский
1789-1792. Іоаннь Ходаневич
1792-1794. Лукаш Мєжиньский
1794-1795. Альексий Качковський
1795-1811. Васильій Кубаєвич
1811. Васильій Льатошиньський
1811-1813. Іоаннь Хотинецкий
1813-1816. Іоаннь Крипякевич
1816-1821. Іоаннь Бальицкий
1821-1838. Никодай Льудкевич
1835. Іоаннь Більецкій
1835-1836. Михаиль Мучиньскій
1838-1841. Виктор Киверовичь
1842-1844. Антоній Криницкій
1844-1850. Юліян Кордасевич
1850-1853. Теодор Паньковській
1853-1857. Антоній Литиньскій
1857-1858. Николай Роздільскій
1858-1860. Михаиль Лисикевичь
1860-1874. Михаиль Кишакевичь
1874-1891. Викторь Кмицикевичь
1891-1894. Михаиль Сапрунь
1894-1895. Іоаннь Брилиньскій
1896-1902. Васильій Волошиньскіи
1902-1903. Іосифь Карановичь
1903-1945. Евстахій Кушнірь

## Костел
У 1945 р. в центрі села в дерев'яному будинку німецької охорони створений костел «Благославите Серце Ісуса». 13 Вересня 1945 р. утворено парафію римо-католицьку.
У 1997—2001 рр. в центрі села збудовано цегляний костел, який був освячений 19 серпня 2001 року.